# Колекарафа-Филачанезе (Рим)
Колекарафа-Филачанезе је насеље у Италији у округу Рим, региону Лацио.
Према процени из 2011. у насељу је живело 161 становника. Насеље се налази на надморској висини од 222 м.